# Alfred Aubert
Alfred Aubert (* 3. September 1859 in Saint-George; † 18. Dezember 1923 in Rolle, heimatberechtigt in Saint-George) war ein Schweizer Politiker (FDP).

## Biografie
Nach beruflichen und sprachlichen Weiterbildungen in der Deutschschweiz übernahm Aubert den Hof und Betrieb seines Vaters. Ab dem Jahre 1899 war er Meister vom Stuhl der Loge Constance in Aubonne.
Als Vertreter der FDP hatte er Einsitz im Gemeinderat von Saint-George und war von 1889 bis 1901 im Grossen Rat des Kantons Waadt. Im Jahr 1900 wurde er in den Ständerat gewählt, musste aber bereits nach einem Jahr seinen Rücktritt einreichen, da er zum Kommandanten des 1. Militärkreises befördert wurde. Im Jahr 1916 wurde er Oberstleutnant. Ferner war er auch Präsident der Vereinigung schweizerischer Kreiskommandanten und war Vertreter des Staates in der Synode der Landeskirche.
Er war Mitglied des Bankrats des Crédit foncier vaudois von 1914 bis zu seinem Tod. Während seiner Zeit wurde 1919 die Société des autotransports du pied du Jura gegründet.